# Штурм Ейска (1918)
Штурм Ейска — попытка взятия штурмом и захвата города Ейск, предпринятая восставшими казаками в конце апреля 1918 года. Несмотря на значительное численное превосходство и локальные успехи, операция успеха не достигла и привела к поражению восстания во всём отделе. Нападавшие понесли значительные потери, точное число которых остается неизвестным.

## Предыстория
К началу 1918 года в Ейском отделе, включавшем в себя ряд станиц Северной Кубани, сложилась напряженная социальная ситуация, связанная с переделом земли в пользу малоземельных казаков. Власть в городе и ряде станиц взяли красные Советы, при этом политика по смещению атаманской власти зачастую носила непродуманный и радикальный характер. В то же время основные силы «красных» и запасы вооружения располагались в городе Ейске, а связь с другими отрядами Красной Армии была весьма зыбкой. В середине апреля до Ейска начали доходить слухи, что некий Подгорный под видом ведерника ходит по станицам и подбивает казаков к выступлению. Несмотря на розыскные мероприятия, он обнаружен не был. 23 апреля в станицах отдела началось организованное восстание. Восставшие захватили ряд станиц, но не смогли взять станцию при станице Старощербиновская, шедший на помощь Ейску отряд Рогачева завяз в боях в районе Копанской. 27 апреля Подгорный по телеграфу из станицы Ясенской отправил ультиматум о сдаче города, в котором предлагал встретить восставших «хлебом и солью», священниками с хоругвями и колокольным звоном. В противном случае он обещал перебить большевиков и сочувствующих им, а также поддерживающих их слои населения, а также отдать город на пять дней разграбления казаками. Ультиматум принят не был, несмотря на неоднократные повторения. Вечером 30 апреля тремя колоннами восставшие начали наступление на город.

## Подготовка к штурму

### Восставшие
По данным Хижняка, во время событий апреля 1918 года бывшего начальником штаба обороны Ейска, численность отрядов, шедших на Ейск, достигала семи тысяч человек, ещё около четырёх оставались в резерве в окружающих город станицах. Согласно данным исследователей, штурмовавшие имели недостаток вооружения, примерно одна винтовка на 10 человек, остальные были вооружены холодным оружием — шашками, пиками и т. д., при этом пехота была вооружена ещё слабее конницы. Мотивы и личность Подгорного (называемого в различных источниках есаулом, полковником и даже генералом) остаются неизвестными, по некоторым данным, он был послан с целью поднятия восстания Деникиным, по другим — восстание было поднято из мотивов личной мести. По данным группы историков и краеведов, в 2015 году опубликовавших свою реконструкцию событий, фамилия Подгорный встречается в метрических книгах станицы Старощербиновской, однако конкретных фактов так и не было найдено, и личность Подгорного, а также степень участия в казачьем или белом движении остается загадкой. Никакой работы с «пятой колонной» проведено не было, случаи поддержки восставших или перехода войск на их сторону зафиксированы не были.
Наступление на город началось лишь спустя три дня после отправлений ультиматумов и столь же категоричных отказов из Ейска . Восставшие наступали тремя отдельными колоннами — Должанской, шедшей со стороны одноименной станицы (командующий есаул Белый), Ясенской, шедшей со стороны станиц Копанская, Ясенская (командующий полковник Топорков), и Старощербиновской, шедшей с восточной стороны и объединяющей силы восставших восточной части отдела. Большую часть штурмовавших составляла конница. Артиллерия и пулеметы у восставших отсутствовали. Штурм хорошо укреплённого города в целом оценивается историками как авантюра — захват слабовооружёнными восставшими города был не только маловероятен, но и не давал каких-либо преимуществ в дальнейшем.

### Красные
Силы красных, располагавшихся в Ейске, насчитывали около 2500 человек и включали в себя: Ейский революционный батальон, 2-й Должанский батальон, батальон Ахтарского полка, а также некоторое количества мобилизованных горожан. Предполагается, что также в городе присутствовал полностью эвакуированный Таганрогский полк под командованием Сигизмунда Клово, 3-й советский латышский полк, 1-й Северо-Кубанский полк и 1-й Черноморский полк (командир И. Ф. Федько). Кроме того, Азовская флотилия могла в случае крайней необходимости выставить около 300 матросов, однако их боевые качества и дисциплина оставляли желать лучшего. Упоминается также кустарный бронепоезд, изготовленный ейскими железнодорожниками, однако его качества также подвергаются сомнению, хотя, вероятно, он мог препятствовать прорыву конной лавы вдоль железнодорожной ветки в город .
Таким образом, реальная численность обороняющихся была несколько выше 2500 человек. Начальником штаба был назначен И. Л. Хижняк. При подготовке обороны города, по воспоминаниям Хижняка, были вырыты окопы общей протяженностью около 15 км, перед ними были разбросаны железные шипы и перевернутые бороны для противодействия коннице. Некоторые российские краеведы считают цифру в 15 км завышенной и предполагают, что оборона южного участка строилась на использовании в качестве опорных пунктов бетонных оснований мельниц, а также сплошных линий садов, непроходимых для конницы . Гарнизон Ейска имел недостаток амуниции, однако, в отличие от восставших, имел пушки, поддержку орудий Азовской флотилии и бронепоезд, а также 15 пулемётов.

## Штурм

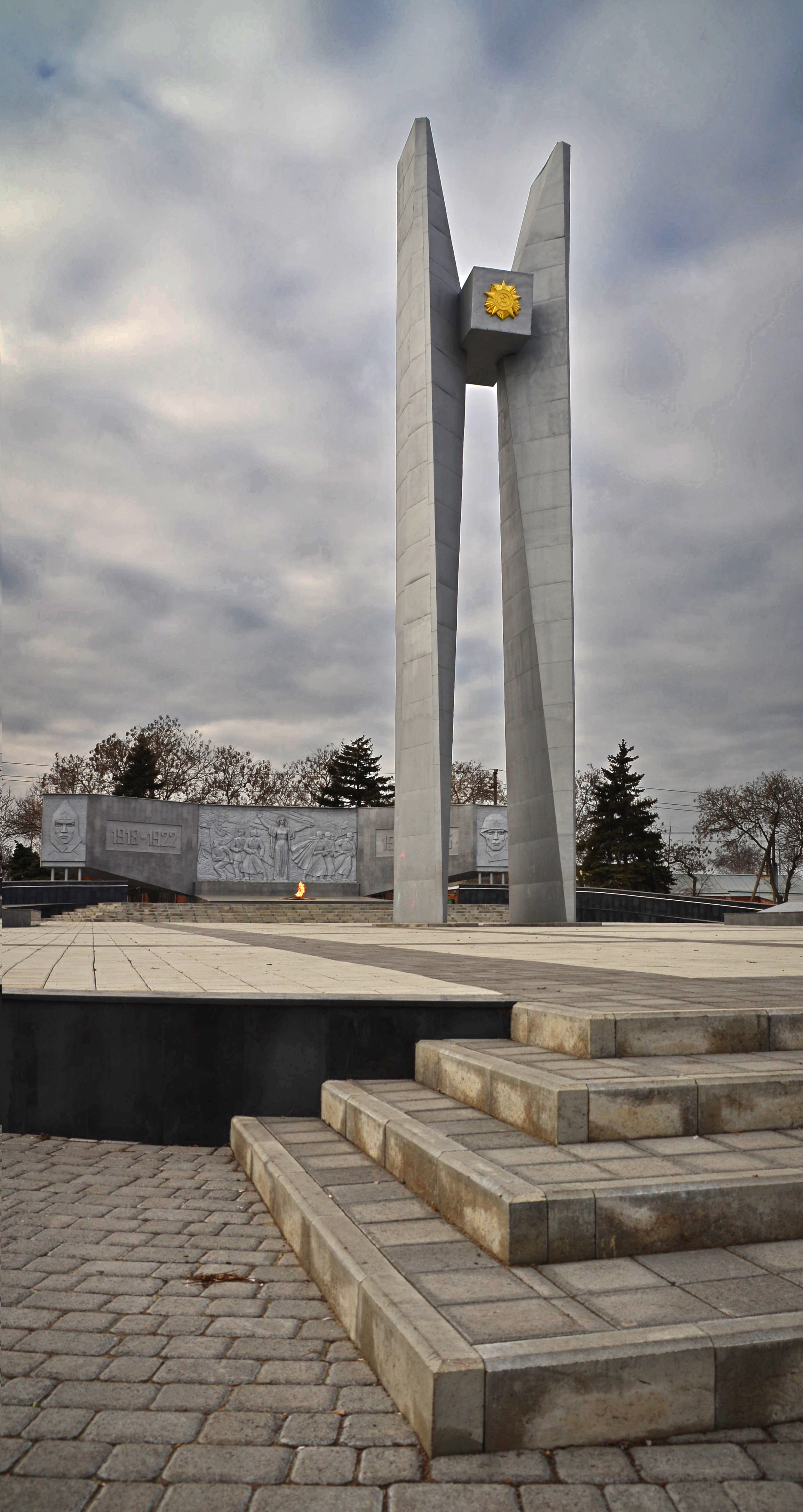
Мемориальный комплекс на Площади Революции.

Штурм начался поздно вечером 30 апреля. Колонна, шедшая со стороны Старощербиновской, завязла в боях и, по мнению краеведов, была практически поголовно перебита перекрёстным винтовочно-пулемётным огнем в узких частях пригородных садов (ныне район Кирпичики города Ейска), так и не дойдя до основной линии обороны . Дорога и свободное пространство в вышеупомянутых садах не была шире 120 метров, что препятствовало разворачиванию конной колонны в «лаву» и способствовало кинжальному пулемётному огню. Командир Ейского ревбата Балабанов был зарублен в самом начале штурма . Отряд полковника Топоркова прорвал линию обороны в районе городского кладбища (современный район станкостроительного завода), однако понес большие потери от пулемётного огня.
После ряда безуспешных атак казаки прорвали линию обороны и ворвались в город, в некоторых местах конница дошла до центра города, Сенной площади, где вновь завязалась перестрелка между ними и подошедшим красным резервом. По воспоминаниям Хижняка, казаки наткнулись на брошенный на площади автомобиль и долго осматривали его, это время позволило подоспеть красному резерву, перебившему прорвавшихся. В критический момент политический комиссар города Щемилин и Сигизмунд Клово бросили поле боя, укрывшись на кораблях Азовской флотилии. Однако прорыв быстро был ликвидирован, а прорвавшиеся казаки — перебиты. Подошедший резерв Подгорного не смог развить успех, хотя им удалось оттеснить красных от линии обороны к крайним дворам Ейска и спровоцировать массовое дезертирство мобилизованных горожан. Для нападающих ситуация усугублялась отсутствием должанского отряда, так и не подошедшего к полю боя. Предполагается, что причиной тому была артподдержка судов Азовской флотилии, рассеявшая собравшийся в пади в районе современного поселка Воронцовка отряд и покалечившая конницу . По оценкам некоторых краеведов, свою роль сыграло и пьянство казаков колонны перед атакой .
К рассвету ситуация стабилизировалась, все попытки штурма были отбиты. Красные части совершили контратаку, и остатки штурмующих рассеялись. Для преследования отступающего противника из наиболее боеспособных частей был составлен сводный отряд, численностью в два пехотных полка, при некоторой части конницы, двух орудиях и 8 пулемётах. Большая часть отступавших шла в направлении станиц Копанской и Ясенской, где встретилась со вновь завязавшим бои отрядом Рогачева. Попытка отступить в плавни ничего не дала — казаки были либо перебиты, либо пленены. Подгорный был выдан казаками и по одним данным — расстрелян, по другим — отконвоирован в Екатеринодар на суд. Так или иначе, его следы теряются после штурма.

## Итоги
Казачьи отряды потеряли только при штурме Ейска 1125 человек убитыми, при этом отступавшие погибали вплоть до подавления восстания при «зачистках» вооружённых станиц, число погибших при этом может достигать нескольких сотен человек. Станица Должанская была обстреляна из судов, военно-революционным судом активные участники и сочувствовавшие восстанию были приговорены к смерти. Священник Краснов, благословивший должанских казаков на штурм, был сожжён заживо в топке тральщика «Аю-Даг». Через некоторое время после подавления восстания должанский учитель Кириченко привел «покаянную колонну» из женщин, детей и выживших казаков общей численностью 1500 человек . Кириченко был расстрелян, однако основной цели — примирения — колонна достигла. Через некоторое время часть восставших, численностью около 500 человек, вступила в свежесформированные образования Красной армии. Вскоре они были отправлены в десант на Таганрог, где их большая часть погибла.

## Память
- На доме, у которого погиб Иван Балабанов (ул. Богдана Хмельницкого, 38), установлена памятная доска.
- Прах погибших был захоронен у Пантелеймоновской церкви. В советское время в память о штурме города, неудачном восстании 1920 года[20] и защитниках Отечества периода Великой Отечественной войны был возведен памятный комплекс и заложена площадь Революции.

- В 2015 году на улице Новой в месте предположительного массового захоронения казаков установлен поклонный крест[21]. В 2019 году участок был продан городской администрацией под частную застройку, что спровоцировало скандал [22].

### В культуре
- Восстанию Ейского отдела и штурму Ейска посвящена часть книги Георгия Казыдуба «Спиридоновы дети».